# Storena flavipes
Storena flavipes là một loài nhện trong họ Zodariidae.
Loài này thuộc chi Storena. Storena flavipes được Arthur T. Urquhart. miêu tả năm 1893.